# Populus primaveralepensis
Espèce
Populus primaveralepensis est une espèce de plantes à fleurs de la famille des Salicaceae. C'est un arbre originaire de l'ouest du Mexique. Cette espèce a été découverte en 2009 et décrite en 2019.

## Description
Populus primaveralepensis est un arbre mesurant de 5 et 30 mètres de haut mais atteignant le plus souvent une taille de 25 et 30 mètres de hauteur.
Le tronc mesure entre 0,3 et 1,2 mètre de diamètre à hauteur de poitrine humaine et peut être simple ou ramifié.
Les branches sont disposées obliquement selon un angle de 45°
L'écorce est blanchâtre et lisse chez les jeunes sujets mais peut devenir faiblement sillonneuse chez les sujets âgés.
Les feuilles sont unifoliées et sont caduques en chutant en hiver. Les limbes foliaires sont elliptiques ou ovales voire très ovales, dentelés, mesurant de 7 à 18,5 cm de long sur 4 à 14,3 cm de large, à base arrondie et à apex aigu, ils sont tomenteux. Les pétioles mesurent de 2 à 5,4 cm de long et sont pubescents.
Cette espèce est dioïque c'est-à-dire que les individus de cette espèce sont monosexués (chaque pied porte soit des fleurs femelles soit des fleurs mâles). Les inflorescences sont constituées en chatons. Les chatons mâles sont cylindriques, ont une longueur de 1 à 7,5 cm et une largeur de 1 à 2,5 cm, de couleur crème à blanc qui a tendance à brunir en séchant. Les chatons femelles sont également cylindriques, mesurent de 4 à 8 cm de long. La floraison s'effectue d'août à novembre.
Les graines se trouvent dans des capsules. Il y a de 1 à 3 graines par capsule. Les graines mesurent de 0,3 à 0,7 mm de long et de 0,2 à 0,4 mm de large, sont de couleur crème jaunâtre ou rougeâtre marron. Chaque graine possède un pappus de 4 à 6 mm de longueur et de couleur brun jaunâtre ou blanc. La fructification se produit d'octobre à novembre.
Dans ses habitats naturels, Populus primaveralepensis se multiplie uniquement par graines puisque cette espèce ne produit pas de drageons.

## Distribution et habitat
Populus primaveralepensis est originaire de la forêt de nuages relique de la réserve de Bosque La Primavera située dans l'État de Jalisco à l'ouest du Mexique. Elle a été découverte dans 4 stations. La plus grande population de cette espèce a été découverte à LlanoGrande et Tala, au long d'une rivière dans le Bosque La Primavera où une centaine d'arbres a été trouvée. La deuxième population a été observée à Tala et est constituée de 8 arbres. Un unique arbre de cette espèce a été découvert au bord d'un affluent du rio Caliente, à Arenal, dans le Bosque La Primavera et un autre vieil arbre a été recensé à 2 km à l'est de Macrolibramiento.
Cette espèce occupe une territoire de 48,29 km² mais sa zone d'occurrence est estimée à 97,88 km².

## État de conservation
Selon les critères de l'UICN, Populus primaveralepensis devrait être considérée comme une espèce en danger critique d'extinction.